# St. Gangloff
St. Gangloff település Németországban, azon belül Türingiában. Lakosainak száma 1138 fő (2023. december 31.). St. Gangloff Schleifreisen és Reichenbach községekkel határos.

## Népesség
A település népességének változása:
| Lakosok száma | 1187 | 1179 | 1152 | 1169 | 1138 |
|               | 2017 | 2019 | 2021 | 2022 | 2023 |